# Krištof
Krištof je moško osebno ime, pa tudi priimek.

## Izvor imena
Ime Krištof izhaja iz latinskega imena Christophorus, to pa iz grškega Χριστoφoρoς (Hristoforos), ki je zloženo iz grškega imena Χριστoς (Hristos) in glagola φερω (ferō) »nesem«.

## Različice imena
Kristefor, Kristifor, ? 

## Tujejezikovne različice imena
- pri Albancih: Kristofer, Kristofor, Kristoforid, Kristo
- pri Angležih: Christopher (skrajšano: Chris, Topher, Kit)
- pri Čehih: Kryštof
- pri Dancih: Christoffel(l), Christoffer, Christofher, Christopher, Chriztoffer, Kristofer(s), Kristoffer, Kristoofer, -topher
- pri Estoncih: Christoph, Kristof, Kristofer, Kristoffer, Risto
- pri Fincih: Kristoffer, Risto
- pri Flamcih in Nizozemcih: Christoffel, Kristof(er-s) ...
- pri Francozih: Christophe
- pri Grkih: Χριστόφορος (Christóphoros)
- pri Hrvatih: Kristofor
- pri Ircih: Críostóir
- pri Islandcih: Kristófer
- pri Italijanih: Cristoforo
- pri Letoncih: Kristaps, Kristofers
- pri Litovcih: Kristoforas, Kristupas
- pri Madžarih: Kristóf, Krisztofer
- pri Makedoncih: Кристофер (Kristofer)
- pri Maltežanih: Kristofru, Ħamallu
- pri Nemcih: Christoph, Christof, Christoffer
- pri Poljakih: Krzysztof
- pri Portugalcih: Cristóvão
- pri Rusih, Srbih, Romunih: Hristofor (Христофор; pri Ukrajincih tudi Криштоф)
- pri Okcitancih: Cristòl
- pri Kataloncih: Cristòfor
- pri Slovakih: Krištof
- škotsko gelsko: Crìsdean
- pri Špancih: Cristóbal, Cristo, Cristóforo, Tobolito
- pri Švedih: Kristoffer (tudi Norv.), Christoffer
- valižansko: Cristoffis
- esperanto: Kristoforo

## Pogostost imena
Po podatkih Statističnega urada Republike Slovenije je bilo na dan 31. decembra 2007 v Sloveniji število moških oseb z imenom Krištof: 149.

## Osebni praznik
V koledarju je ime Krištof zapisano 25. julija (Krištof, mučenec, † 25. jul.) 

## Znane osebe
- Krištof Kolumb, italijanski raziskovalec in trgovec
- * Krištof (vojvoda), württemberški vojvoda, podpornik slovenskega protestantskega gibanja  (1515—1568)
- Krištof B
- Krištof Christalnig
- Krištof Černe
- Krištof Dovjak
- Krištof Fašank
- Krištof Gašpirc, smučarski skakalec veteran
- Krištof Kandut
- Krištof Jacek Kozak
- Krištof, vojvoda Würtemberški
- Krištof iz Brunecka (Christoff von Bruneck)
- Krištof Lattermann, feldmaršal
- Krištof Mordax
- Krištof Oštir
- Krištof Andrej Jelovšek
- Franc Krištof Janek
- Edvard Kardelj - Krištof
- Krištof Kranjc

## Zanimivosti
- Krištof je ime svetnika, ki ga upodabljajo, kako z detetom Jezusom na ramah  brede deročo reko. Ime Krištof ima v krščanstvu velik simbolični pomen.
- Sv. Krištof velja za pomočnika v sili in je zavetnik zoper naglo smrt. Na osnovi njegovega čaščenja je bila v Ljubljani leta 1485 ustnovljena bratovščina svetega Krištofa.
- V Sloveniji sta dve cerkvi sv. Krištofa